# 鼓岭乡
鼓岭乡是中国福建省福州市晋安区已经撤消的一个乡。2004年，原鼓岭乡并入宦溪镇。
原鼓岭乡辖区的鼓岭为福州地区的避暑胜地。

## 历史沿革
宋朝，南部和北部分属于闽县凤池东乡鼓山里和晋安西乡。清朝后期，鼓岭乡属闽县东三区(东山区)。
中华民国时期，属闽侯县2区(闽安镇)。中华人民共和国成立后，曾属双岳乡、鳝樟乡。1957年10月，鼓岭桑园成立。1958年5月，鼓岭桑园与南洋林场合并为国营鼓岭蚕桑综合农场。1966年，农场更名为东风农场。1970年，农场解散并成立东风人民公社，属赤卫区。1975年4月，归福州郊区。1978年，恢复名称为鼓岭公社。1984年，公社撤消并成立鼓岭乡。

## 旅游
原鼓岭乡辖区的鼓岭为福州地区的避暑胜地。